# Francisco Belmonte Ortiz
 Francisco Belmonte Ortiz, of kortweg Paco Belmonte, (Murcia, 12 januari 1977)  is een journalist, zakenman en sportief directeur, die bij verschillende Spaanse en buitenlandse voetbalclubs heeft gewerkt. Momenteel werkt hij als voorzitter bij FC Cartagena. Zijn vriend en rechterhand Manuel Sánchez Breis is er sportief directeur.
Als journalist was hij werkzaam bij de krant “La Verdad”, maakte hij sportprogramma’s voor het televisie kanaal “Canal 6” en voor het radiostation “Vocento”.  In 2008 besloot hij de sprong te wagen als algemeen directeur van een voetbalteam en ging naar de andere kant van het nieuws. 
Hij werd sportdirecteur van CF Atlético Ciudad en Sangonera Atlético CF, beiden actief in de Segunda División B. Later verdwenen deze beide clubs door gebrek aan budget en investeerders. 
Na zijn vertrek uit Atlético Ciudad in 2010 werd hij adviseur van het Engelse van Sheffield United FC en het Hongaarse Ferencvárosi TC. 
Vanaf het seizoen 2010-2011 werd hij sportief directeur van CD Leganés uit de Primera División. Daar zou hij gedurende twee seizoenen verblijven. 
Gedurende de maand april 2015 komt hij bij FC Cartagena aan als hoofd van een Madrileense investeringsmaatschappij met als opdracht een overeenkomst te bereiken met Sporto Gol Man, die op dat ogenblik het beheer van de club voerde.  In ruil voor het overnemen van de schuld van 4 miljoen euro en op voorwaarde dat de club zijn behoud in Segunda División B zou afdwingen zou de investeringsgroep de aandelen overnemen.  Op het einde van het seizoen behaalde de ploeg de zestiende plaats, waardoor het veroordeeld werd om de play downs te spelen tegen Las Palmas Atlético. Na een 0-0 gelijkspel in het Cartagonova stadium werd op 31 mei 2015 een 1-1 uit de brand gehaald na de gelijkmaker van Carlos Martínez. Dit buitenshuis gescoorde doelpunt betekende de redding en de bezegeling van de overname.  De ploeg komt zo in handen van Paco Belmonte, die samen met zijn vriend en rechterhand Manuel Sánchez Breis het team leidt.  Op het einde van het eerste jaar was een zevende plaats het eindresultaat, maar de volgende vier seizoenen kon de eindronde bereikt worden na een vierde, eerste, tweede en eerste plaats.  De beloning van het harde werk kwam er op het einde van het seizoen 2019-2020.  Door de uitbraak van de coronapandemie besloot op 14 april de RFEF om de ploeg kampioen van de reguliere competitie te verklaren en dit op 10 wedstrijden voor het einde en onmiddellijk met de eindronde te starten.  Ondanks het feit dat deze beslissing veel tegenwind kreeg, werd ze herbevestigd op 6 mei.  Op 25 juni gingen de vier kampioenen (naast Cartagena ook Club Deportivo Atlético Baleares, CD Logroñés en CD Castellón) in de urne en werd de ploeg uit de Balearen op zondag 19 juli de tegenstander.  In tegenstelling met normale play offs werd de finale in één wedstrijd gespeeld in de Estadio La Rosaleda, thuishaven van Málaga CF.  Na 120 minuten was het nog steeds 0-0 en de promotie werd afgedwongen na de strafschoppen.  Athlético begon en beide ploegen scoorden de eerste drie.  Toen Atlético de vierde en vijfde penalty miste en Cartagena de vierde had gescoord, was de Segunda A een feit.